# Hein-Arne Mathiesen
Hein-Arne Mathiesen (né le 4 avril 1971) est un ancien sauteur à ski norvégien.

## Palmarès

### Coupe du Monde
- Meilleur classement final: 57e en 1997.
- Meilleur résultat: 9e.

### Coupe Continentale
- Vainqueur du classement final en 1997.